# Saint-Aubin-le-Monial
Saint-Aubin-le-Monial é uma comuna francesa na região administrativa de Auvérnia-Ródano-Alpes, no departamento Allier. Estende-se por uma área de 22,42 km². Em 2010 a comuna tinha 277 habitantes (densidade: 12,4 hab./km²).